# Губарево (Пензенская область)
Губарево — село в Иссинском районе Пензенской области, входит в состав Каменно-Бродского сельсовета.

## География
Расположено в 7 км на юго-восток от центра сельсовета села Каменный Брод и в 17 км на запад от райцентра посёлка Исса.

## История
Поселена во второй половине XVIII в. В 1782 г. село Никольское Ивана и Василия Андреевых детей Губаревых, 31 двор, всей дачи 345 десятин, в том числе усадебной земли – 20, пашни – 213, сенных покосов – 31, леса – 50 дес. Расположение села и земельной дачи: село «на левом берегу нового течения реки Исы; церковь Николая Чудотворца и дом господский деревянные; а дачею – по левому берегу реки Исы и по обе стороны… большой дороги; земля чернозем, урожай хлеба и травы средствен; лес дровяной, крестьяне на пашне». После закрытия церкви в конце XIX в. приход был в с. Трехсвятском. В 1896 г. – д. Губаревщина (Никольское), 49 дворов. В 1911 гг. – селение Трехсвятской волости Инсарского уезда Пензенской губернии, одна община, 55 дворов, 2 ветряные мельницы, лавка.
С 1928 года село являлось центром Губаревского сельсовета Иссинского района Пензенского округа Средне-Волжской области (с 1939 года — в составе Пензенской области). С 1931 г. в составе Трехсвятского сельсовета. В 1939 г. – центральная усадьба колхоза имени 17-го партсъезда, 138 дворов. В 1955 г. в составе Трехсвятского сельсовета (с. Новотрехсвятское), колхоз имени Буденного. В 1980-е гг. — в составе Каменно-Бродского сельсовета.

## Население
| 1782 | 1864 | 1896 | 1911 | 1926 | 1930 | 1939 |
| ---- | ---- | ---- | ---- | ---- | ---- | ---- |
| 232  | ↘179 | ↗312 | ↗469 | ↗588 | ↗593 | ↗663 |
| 1959 | 1979 | 1989 | 1996 | 2002 | 2010 |      |
| ↘247 | ↘115 | ↘65  | ↘46  | ↘23  | ↘15  |      |